# Ferri (azienda)
Ferri srl è un’azienda storica italiana, leader nella produzione di attrezzature per la manutenzione del verde. L’azienda, che ha sede a Tamara (FE), da sei generazioni sviluppa, progetta e costruisce attrezzature per la manutenzione del verde nei settori dell’agricoltura,  municipalità, movimento terra, forestazione e progetti speciali.

## Storia
La Ferri inizia la propria attività nel 1844 con Giovanni Ferri, che con la sua piccola officina di fabbro, a Tamara, in provincia di Ferrara, aiuta gli agricoltori della zona nelle riparazioni meccaniche. A proseguire l’attività è il figlio Ulisse, fino al 1890, quando la gestione dell’attività passa a Giovanni Ferri, nipote del capostipite.
Le Officine Meccaniche Ferri rimangono sotto la  direzione di Giovanni Ferri fino al secondo dopoguerra, quando la società vede ufficialmente riconosciuta la propria competenza e capacità, ampliando  il servizio ai mezzi agricoli in tutto il territorio di Ferrara e Ravenna.
Il vero sviluppo imprenditoriale e commerciale della Ferri ha inizio, tuttavia, negli anni ’50, quando Ulisse Ferri, figlio di Giovanni Ferri, nipote del fondatore, dà un impulso totalmente nuovo all’azienda. 
Ulisse Ferri disegna e produce macchine per la raccolta e la lavorazione della canapa, una coltivazione molto diffusa nelle campagne in questi anni.
Ulisse sviluppa, inoltre, attrezzature per la lavorazione del terreno, erpici a dischi e successivamente anche frese interfilari per frutteti e vigneti.
All’Eima del 1970, interpretando le necessità degli agricoltori italiani e internazionali, la Ferri sviluppa i primi modelli di trinciastocchi e trinciatrici. Alcune di queste attrezzature sono oggi ancora in funzione, altre sono state recuperate per diventare parte del museo privato Ferri.
Nel 1980 l’azienda inizia la produzione e commercializzazione dei primi bracci idraulici destinati inizialmente al settore agricolo, ma che nel giro di breve si espandono anche al settore della manutenzione del verde pubblico.
Nel 2001 per supportare nel migliore dei modi i floridi risultati commerciali, la Ferri apre in Francia nel dipartimento di Tarn, la filiale Ferri France, una tra le più longeve filiali in Francia nel settore della meccanica agricola italiana.

Ulisse Ferri alla guida di una macchina per la falciatura e lavatura della canapa

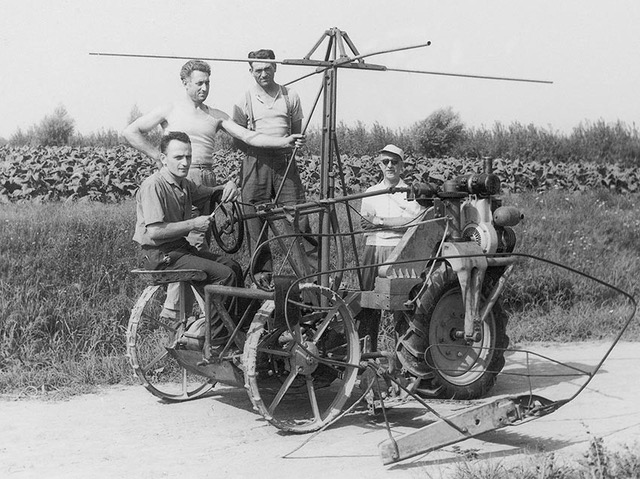
macchina per la falciatura e lavorazione della canapa

Il 2013 ha segnato un ulteriore importante passo per la Ferri, che è entrata nel mercato dei porta-attrezzi radiocomandati con il primo modello del mercato a 4 cilindri, per posizionarsi subito nella fascia alta di questo mercato con un prodotto innovativo caratterizzato da una grande sicurezza, stabilità e affidabilità.

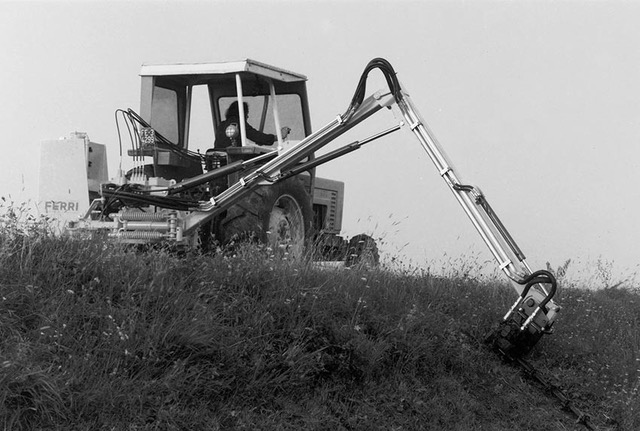
Braccio decespugliatore

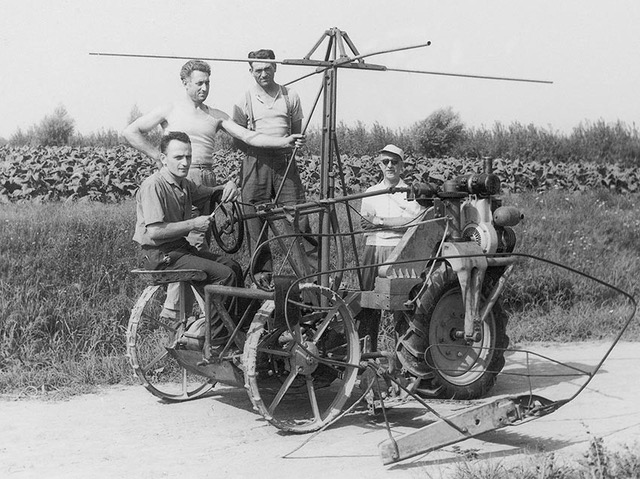
Macchina per la falciatura e lavorazione della canapa

Prodotti Ferri su rivista dell'epoca

Ruote a gabbia per trattrici

## Filiali
Ferri srl dal 2001 ha una filiale in Francia. Due strutture logistiche in Germania e negli Stati Uniti consentono di accelerare i tempi di consegna di attrezzature e ricambi nel mondo.

## Prodotti
La produzione Ferri comprende:
- Bracci idraulici decespugliatori
- Testate trincianti
- Trinciatrici agricole e forestali
- Trinciatrici Laterali
- Tagliaerba scavallatori
- Porta-attrezzi radiocomandati